# Begonia hayamiana
Espèce
Begonia hayamiana est une espèce de plantes de la famille des Begoniaceae.
Elle a été décrite en 2007 par Nobuyuki Tanaka.